# Petri Sarvamaa
Petri Ilari Sarvamaa, född 15 september 1960 i Joensuu, är en finländsk politiker för Samlingspartiet och EPP. Han är ledamot av Europaparlamentet sedan 2012. Innan han gick in i politiken arbetade han som journalist. Sarvamaa var  Europaparlamentets chefsförhandlare i de förhandlingar som skapade en villkorsmekanism som binder EU:s budget till rättsstatsprincipen. I september 2023 beslutade statsrådet att utse Sarvamaa till Finlands kandidat till ledamot av Europeiska revisionsrätten.

## Befattningar i Europaparlamentet
- Ledamot i Budgetkontrollutskottet (CONT)
- Ledamot i Utskottet för jordbruk och landsbygdens utveckling (AGRI)
- Suppleant i Budgetutskottet (BUDG)
- Suppleant i Delegationen till den parlamentariska samarbetskommitén EU-Ryssland (D-RU)
- Suppleant i Delegationen för förbindelserna med Förenta staterna (D-US)